# Parapeltis australicum
Parapeltis australicum es una especie de coleóptero de la familia Trogossitidae.

## Distribución geográfica
Habita en Queensland (Australia).